# Holosko
Holosko (ukrainisch Голоско; russisch Голоско/Golosko polnisch Hołosko) ist ein Stadtviertel der westukrainischen Stadt Lemberg (im Stadtrajon Schewtschenko).

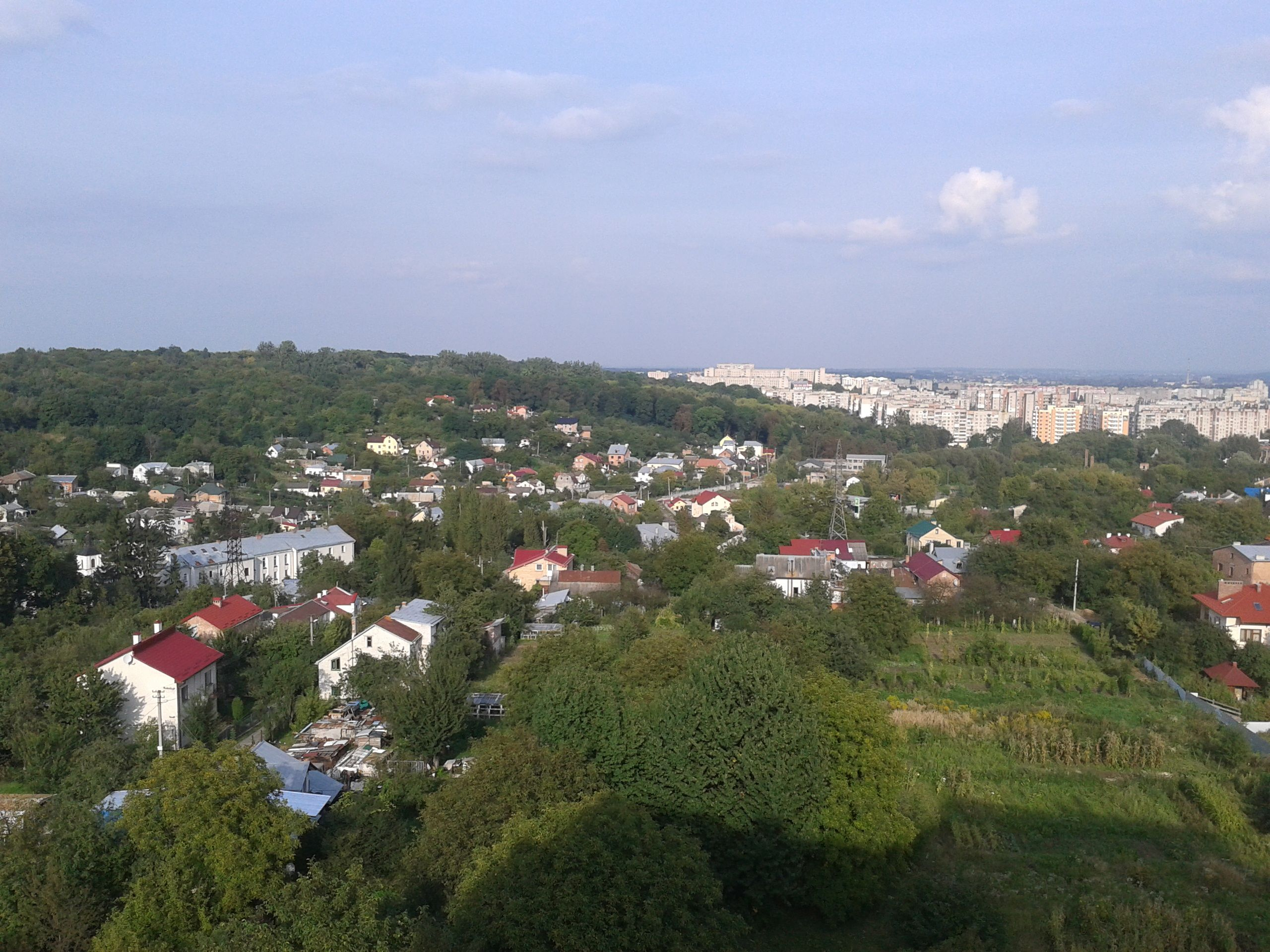
Blick auf den Stadtteil

## Geschichte
1404 kaufte der Lemberger Stadtbürger Peter Cimerman zwei Hufe in der Einöde namens Holowsko (Olosko/Holosko). Im nächsten Jahr wurde ein Vorwerk (Keim des späteren Hołosko Wielkie/Groß-Holosko) von ihm gegründet. 1413 wurde das Dorf Holosko erstmals erwähnt. 1422 wurde der zweite Vorwerk im Süden vom Cimermans Schwiegersohn errichtet, um den sich das Dorf Klein-Holosko (Hołosko Małe) nach dem Jahr 1470, als die Ergebnisse für Jan Hanel für Anwerbung von Siedlern angegeben wurde, entwickelte. Der Ortsname ist vom ukrainischen Головсkо, dadurch Головa (Kopf) – mit dem голий (nackt) verwandt (im Sinne Anhöhe oder ein nackter (offener) Ort) abgeleitet.
Im 16. Jahrhundert im Besitz von Szymon Szymonowic.
Bei der Ersten Teilung Polens kamen beide Dörfer 1772 zum neuen Königreich Galizien und Lodomerien des habsburgischen Kaiserreichs (ab 1804). 1910 wurde ein Sanatorium im Norden von Hołosko Wielkie eröffnet.
Im Jahre 1900 hatte die Gemeinde Hołosko Małe 85 Häuser mit 524 Einwohnern, Hołosko Wielkie dagegen 109 Häuser mit 660 Einwohnern. In beiden lebte eine polnischsprachige (513 in Hołosko Małe und 554 in Hołosko Wielkie) und römisch-katholische (453 in Kl.-Holosko und 323 in Gr.-Holosko) Mehrheit, es gab 312 Griechisch-Katholiken in Hołosko Wielkie versus 58 in Hołosko Małe, sowie 99 Ruthenischsprachige in Hołosko Wielkie. Insgesamt lebten in beiden Ortschaften 33 Juden und 10 Deutschsprachige.
Nach dem Ende des Polnisch-Ukrainischen Kriegs 1919 kamen beide Gemeinden zu Polen. Die religiöse Verhältnisse blieben ähnlich wie zuvor, die Mehrheit der Bewohner deklarierte sich polnischer Nationalität (insgesamt 1231) und 190 ruthenischer (später ukrainisch).
Hołosko Małe wurde am 1. April 1931 nach die Stadt eingemeindet.
Nach dem Ende des Zweiten Weltkrieges kamen beide Orte als Holosko/Golosko/Голоско zur Ukrainischen SSR und es wurde auch Holosko Welyke eingemeindet.

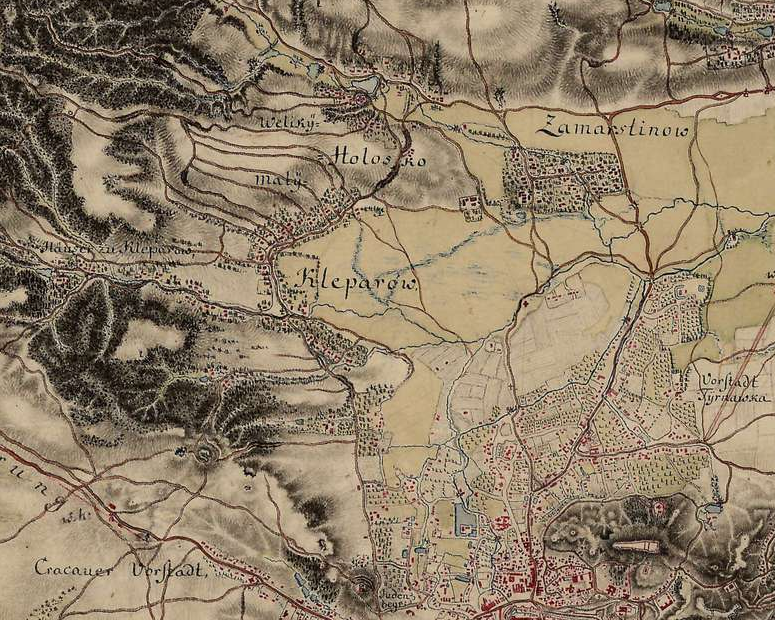
Holosko und die Umgebung auf der Karte von Friedrich von Mieg (um 1780)